# シンガポール地下鉄C651形電車

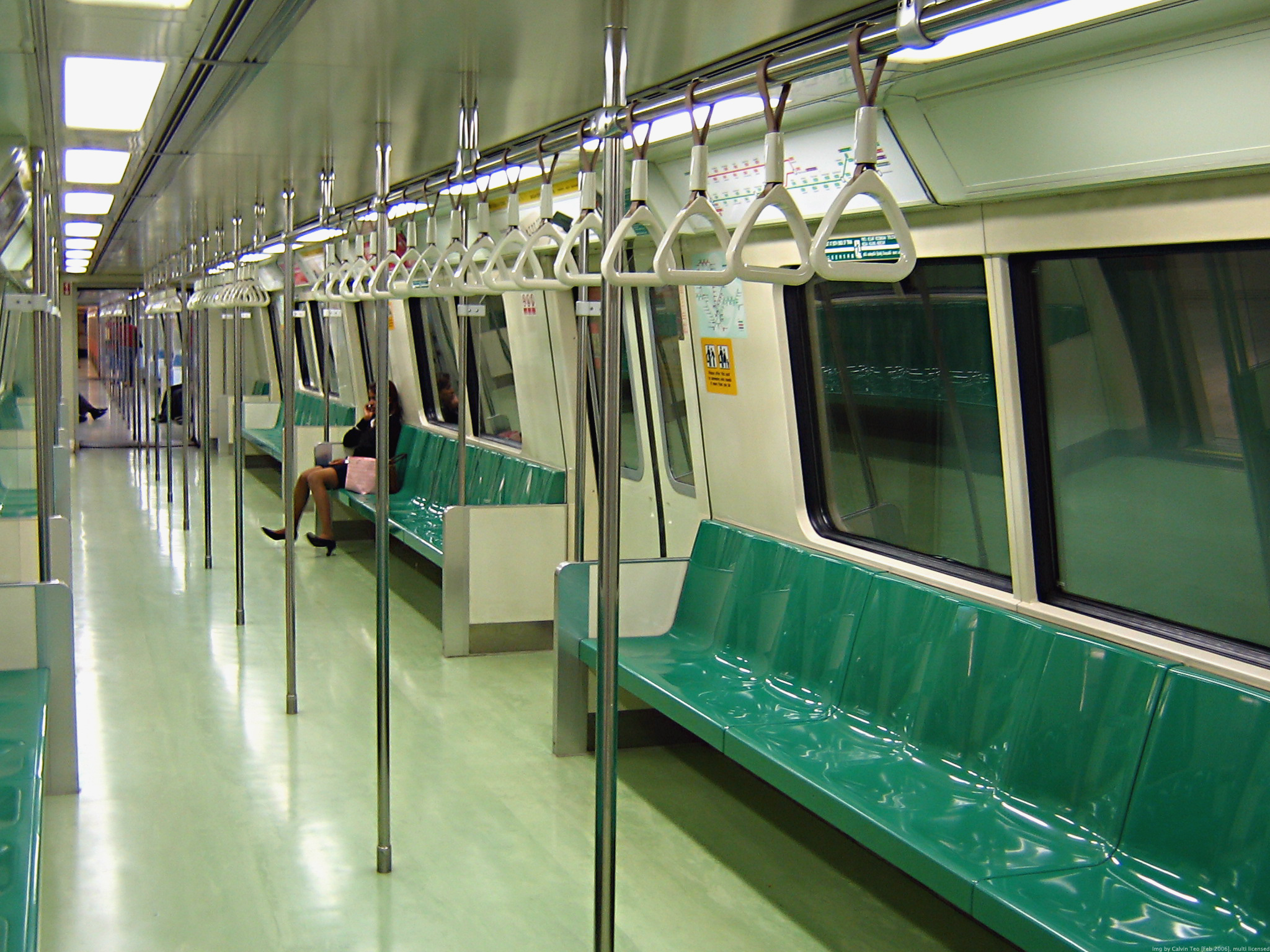
内装

シンガポール地下鉄C651形電車（シンガポールちかてつC651がたでんしゃ）は、かつてシンガポールのMRTで運用されている通勤型電車である。

## 概要
シンガポール地下鉄C151形電車の車体をベースに、MRT初のVVVFインバーター制御の電車として、1993年～1994年にシーメンスにより製造され、1994年から東西線と南北線で運行が開始された。
車体はアルミ製で、C151形とほぼ同じであるが、車体色は白で赤のストライプが入っている。
制御装置は、シーメンス製のGTO素子VVVFインバーターが使用されている。シーメンス製のGTO-VVVFではあるが、磁励音は、登場時の京急2100形電車やJR東日本E501系電車、京急新1000形電車初期車のような、ドレミファ音ではなく、日立製GTO-VVVFのような音である。
内装は、更新前のC151形と類似していて、ドア間にプラスチック製の9人がけロングシートがあり、車端部には2人がけロングシートがある。
2010年から更新工事が行われた。
2016年から2018年にかけて中期改修更新が行われる予定であったが中止となった。
R151系の導入により2020年9月に203-204編成が運用を離脱し置換えが進められた。2024年11月27日に237-238編成を最後に本系列は形式消滅した。